# Liste der Stolpersteine in Melle
Die Liste der Stolpersteine in Melle enthält alle Stolpersteine, die im Rahmen des gleichnamigen Kunst-Projekts von Gunter Demnig in Melle verlegt wurden. Mit ihnen soll der Opfer des Nationalsozialismus gedacht werden, die in Melle lebten und wirkten. Bei zwei Verlegungen seit Oktober 2010 wurden insgesamt 14 Stolpersteine verlegt. (Stand: Juni 2019)

## Liste der Stolpersteine
| Bild | Person, Inschrift | Adresse                                       | Verlegedatum  | Anmerkung |
| --- | --- | --------------------------------------------- | ------------- | --- |
| | Hier wohnte Georg Bodenheim Jg. 1867 Berufsverbot 1933 ärztliche Behandlung verweigert 1941 heimlich versorgt tot 21.4.1941                                                                                                | Gesmolder Straße 21 ·                         | 4. Juni 2012  | Georg Bodenheim wurde 1867 in Bad Sooden-Allendorf geboren und war ab 1903 Amtsrichter in Melle. 1895 konvertierte er zum christlichen Glauben. 1909 heiratete er Elisabeth Starcke. 1932 beantragte er seine vorzeitige Pensionierung, weil er als Anwalt tätig sein wollte. 1933 wurde ihm Berufsverbot erteilt, ab 1940 hatte er Hausarrest. 1941 wurde ihm nach einem Oberschenkelhalsbruch die ärztliche Hilfe im evangelischen Krankenhaus verweigert, ein befreundeter Arzt brachte ihn in einem katholischen Krankenhaus unter, wo er verstarb.     |
| Hier wohnte Elisabeth Bodenheim geb. Starcke Jg. 1883 gedemütigt/entrechtet Sippenhaft wegen ’Mischehe’ überlebt | Elisabeth Bodenheim wurde 1883 als Elisabeth Starcke geboren. Sie war mit Georg Bodenheim verheiratet. Wegen dieser Mischehe mit einem Juden wurde sie gedemütigt und in Sippenhaft genommen. Sie überlebte den Holocaust. | Gesmolder Straße 21 ·                         | 4. Juni 2012  | |
| | Hier wohnte Joseph Weinberg Jg. 1868 deportiert 1942 Theresienstadt 1942 Treblinka ermordet | Kampingring 15 in Buer (ehemalige Synagoge) · | 19. Okt. 2010 | Joseph Weinberg wurde am 30. März 1868 in Buer geboren. Er war als Schlachter und Viehhändler tätig und nach den vorangegangenen Deportationen der letzte Jude in Buer. Es wird vermutet, dass er bis März 1942 in der ehemaligen Synagoge gewohnt hat. Danach musste er in das Judenhaus nach Alfhausen umziehen und wurde am 31. Juli 1942 in das Ghetto Theresienstadt deportiert. Am 23. September 1942 erfolgte sein Weitertransport in das Vernichtungslager Treblinka. Joseph Weinberg wurde am 10. März 1947 vom Amtsgericht Melle für tot erklärt. |
| | Hier wohnte Regine Weinberg geb. Löwenstein Jg. 1863 gedemütigt/entrechtet tot 3.2.1942 | Kampingring 15 in Buer (ehemalige Synagoge) · | 19. Okt. 2010 | Regine Weinberg wurde am 9. November 1863 als Regine Löwenstein in Weener geboren. Sie war seit 12. September 1897 mit Joseph Weinberg verheiratet und hatte mit ihm vier Kinder. Sie starb am 3. Februar 1942 und wurde auf dem jüdischen Friedhof Buer beerdigt. |
| | Hier wohnte Berthold Weinberg Jg. 1909 verhaftet 1938 Sachsenhausen 1940 Dachau 1941 Buchenwald tot 22.8.1941 | Kampingring 15 in Buer (ehemalige Synagoge) · | 19. Okt. 2010 | Berthold Weinberg wurde am 30. September 1909 als Sohn von Joseph und Regine Weinberg in Buer geboren. Am 20. Juni 1938 wurde er wegen Rassenschande verhaftet, weil er angeblich ein arisches Mädchen auf der Straße angesprochen hat, und war dann bis 5. September 1940 im KZ Sachsenhausen inhaftiert. Dann erfolgte seine Verlegung in das KZ Dachau, wo er bis 5. Juli 1941 inhaftiert war. Am gleichen Tag wurde er in das KZ Buchenwald transportiert, wo er am 22. August 1941 starb.                                                              |
| | Hier wohnte Magnus Weinberg Jg. 1900 deportiert 1941 Riga ermordet in Auschwitz | Kampingring 15 in Buer (ehemalige Synagoge) · | 19. Okt. 2010 | Magnus Weinberg wurde am 3. August 1900 als zweites Kind von Joseph und Regine Weinberg geboren. Er war mit Rosa Gadiel verheiratet und hatte mit ihr zwei Kinder. Am 10. November 1938 wurde er während der Novemberpogrome verhaftet und war im KZ Buchenwald inhaftiert. Am 13. Dezember 1941 wurde er in das Ghetto Riga deportiert und später vermutlich in Auschwitz ermordet. Er wurde am 10. März 1947 vom Amtsgericht Melle für tot erklärt. |
| | Hier wohnte Rosa Weinberg geb. Gadiel Jg. 1903 deportiert 1941 Riga ermordet in Auschwitz | Kampingring 15 in Buer (ehemalige Synagoge) · | 19. Okt. 2010 | Rosa Weinberg wurde am 4. März 1907 geboren. Mit ihrem Mann Magnus und ihrem fünf Monate alten Sohn Berthold wurde sie 1941 nach Riga deportiert und in Auschwitz ermordet. Sie wurde am 10. März 1947 vom Amtsgericht Melle für tot erklärt. |
| | Hier wohnte Leo Weinberg Jg. 1940 tot 6.8.1940 | Kampingring 15 in Buer (ehemalige Synagoge) · | 19. Okt. 2010 | Leo Weinberg wurde am 14. Mai 1940 als erstes Kind von Magnus und Rosa Weinberg geboren. Er starb am 6. August 1940 im Alter von zweieinhalb Monaten. |
| | Hier wohnte Berthold Weinberg Jg. 1941 deportiert 1941 Riga ermordet in Auschwitz | Kampingring 15 in Buer (ehemalige Synagoge) · | 19. Okt. 2010 | Berthold Weinberg wurde am 19. Juli 1941 als zweites Kind von Magnus und Rosa Weinberg geboren. Gemeinsam mit seinen Eltern wurde er 1941 nach Riga deportiert und vermutlich in Auschwitz ermordet. Er wurde am 10. März 1947 für tot erklärt. |
| | Hier wohnte Max Löwenstein Jg. 1888 deportiert 1941 Riga ermordet in Auschwitz | Kampingring 15 in Buer (ehemalige Synagoge) · | 19. Okt. 2010 | Max Löwenstein wurde am 12. Oktober 1888 in Leer geboren. Er war mit Johanne Löwenstein verheiratet und hatte mit ihr den gemeinsamen Sohn Manfred. Am 13. Dezember 1941 wurde er in das Ghetto Riga deportiert und anschließend in Auschwitz ermordet. Er wurde am 10. März 1947 vom Amtsgericht Melle für tot erklärt. |
| | Hier wohnte Johanne Löwenstein geb. Weinberg Jg. 1898 deportiert 1941 Riga ermordet in Auschwitz | Kampingring 15 in Buer (ehemalige Synagoge) · | 19. Okt. 2010 | Johanne Löwenstein wurde am 25. Mai 1898 als erste Tochter von Joseph und Regine Weinberg in Buer geboren. Sie war mit Max Löwenstein verheiratet und hatte mit ihm den gemeinsamen Sohn Manfred. Am 13. Dezember 1941 wurde sie in das Ghetto Riga deportiert und vermutlich in Auschwitz ermordet. Sie wurde am 10. März 1947 vom Amtsgericht Melle für tot erklärt. |
| | Hier wohnte Manfred Löwenstein Jg. 1940 deportiert 1941 Riga ermordet in Auschwitz | Kampingring 15 in Buer (ehemalige Synagoge) · | 19. Okt. 2010 | Manfred Löwenstein wurde am 13. September 1940 als Sohn von Max und Johanne Löwenstein in Osnabrück geboren. Am 13. Dezember 1941 wurde er mit seinen Eltern in das Ghetto Riga deportiert und vermutlich in Auschwitz ermordet. Zu diesem Zeitpunkt war er 15 Monate alt. Er wurde am 10. März 1947 vom Amtsgericht Melle für tot erklärt. |
| | Hier wohnte Adolf Faymann Jg. 1890 deportiert 1941 Riga Buchenwald tot 16.3.1943 | Kampingring 15 in Buer (ehemalige Synagoge) · | 19. Okt. 2010 | Adolf Faymann wurde am 12. Februar 1890 in Pilica geboren. Seit 1940 war er mit Rosa Faymann verheiratet und lebte mit ihr in Stolzenau. Dann mussten sie in ein Judenhaus nach Hannover umziehen, von dem aus sie am 15. Dezember 1941 in das Ghetto Riga deportiert wurden. Danach kam er in das KZ Stutthof und in das KZ Buchenwald, wo er am 16. März 1945 starb. |
| | Hier wohnte Rosa Faymann geb. Weinberg Jg. 1903 deportiert 1941 Riga 1944 Stutthof Todesmarsch überlebt | Kampingring 15 in Buer (ehemalige Synagoge) · | 19. Okt. 2010 | Rosa Faymann wurde am 12. September 1903 als Tochter von Joseph und Regine Weinberg in Buer geboren. Im Jahr 1940 heiratete sie Adolf Faymann. Im Dezember 1941 wurde sie mit ihm nach Riga deportiert und dann von ihm getrennt. 1944 kam sie in das KZ Stutthof und überlebte den anschließenden Todesmarsch. Im August 1945 kehrte sie nach Melle zurück und starb dort im Jahr 1984. Sie wurde auf dem städtischen Friedhof beigesetzt. |

## Verlegungen
- 4. Juni 2012: zwei Stolpersteine an einer Adresse.[9]
- 19. Oktober 2010: zwölf Stolpersteine an einer Adresse.[10]